# کوسکوس گب
کوسکوس گب (نام علمی: Phalanger alexandrae) نام یک گونه از سرده پره‌کیسه‌دارها است.